# جون جاريس
جون جاريس (بالإنجليزية: John Garris)‏ مواليد 6 يونيو 1959 في بريدجبورت، هو لاعب كرة سلة أمريكي سابق. بدأ مسيرته الاحترافية في سنة 1983. تم اختياره من قبل فريق كليفلاند كافالييرز خلال الدرافت. حمل الرقم 55. يبلغ طوله 6 قدم 8 بوصة (2.0 م). اعتزل اللعب في 1993. لعب مع كليفلاند كافالييرز ونادي سرقسطة لكرة السلة.

## روابط خارجية
- جون جاريس على موقع إن بي أي (الإنجليزية)
- جون جاريس على موقع سبورتس رفرنس (الإنجليزية)
- جون جاريس على موقع الدوري الإسباني لكرة السلة (الإسبانية)
- جون جاريس على موقع كلية كرة السلة في سبورتس رفرنس.كوم (الإنجليزية)
- جون جاريس على موقع ريلجم (الإنجليزية)
- جون جاريس على موقع بروبوليرز (الإنجليزية)
- جون جاريس على موقع سبورتس رفرنس (الإنجليزية)